# ドリュー・ムーア
ドリュー・ムーア（Drew Moor、1984年1月15日 - ）は、アメリカ合衆国出身の元同国代表プロサッカー選手。現役時代のポジションはDF。

## クラブ経歴
2005年のMLSスーパードラフトで、1巡目（全体6人目）にFCダラスの1位指名を受けた。
2009年8月31日、ウーゴ・イメレウとのトレードでコロラド・ラピッズに移籍。
2015年12月、フリーでトロントFCに加入。
2019年11月、フリーで古巣コロラド・ラピッズに加入。
2022年9月30日、今シーズン限りで引退することを表明した。

## 代表歴
2003年11月、U-20アメリカ合衆国代表の一員として、UAEで開催された2003 FIFAワールドユース選手権に参加。
2007年6月にフル代表初召集。そして7月2日のパラグアイ代表戦で初キャップ。

## タイトル

### クラブ
インディアナ・フージアーズ
- NCAA男子ディビジョンIサッカーチャンピオンシップ: 2004

コロラド・ラピッズ
- イースタン・カンファレンス: 2010
- MLSカップ: 2010

トロントFC
- MLSカップ: 2017[7]
- カナディアン・チャンピオンシップ (3): 2016, 2017, 2018
- サポーターズ・シールド: 2017
- イースタン・カンファレンス (プレーオフ) (3): 2016, 2017, 2019[8]

### 個人
- MLSオールスター: 2015